# IC 3424
IC 3424 ist eine linsenförmige Galaxie vom Hubble-Typ S0 im Sternbild Coma Berenices. Die Entfernung zur Milchstraße beträgt schätzungsweise 958 Millionen Lichtjahre.
Entdeckt wurde das Objekt am 23. März 1903 vom deutschen Astronomen Max Wolf.